# Pablo Echenique
Pablo Echenique Robba (Rosario, 28 de agosto de 1978) é um físico teórico e político espanhol, de origem argentina (tem as duas nacionalidades). Desde 2014 é eurodeputado pela formação política Podemos.

## Biografia
Nascido  na Argentina, Pablo Echenique mudou-se para a  Espanha aos 13 anos de idade,  estabelecendo-se em Saragoça, com a  mãe, Irma, e a  irmã, Analía. Padece de atrofia muscular espinal, uma enfermidade hereditária e degenerativa, desde que era apenas um bebé. Por esta razão, tem uma incapacidade motora de 88 % e desloca-se em cadeira de rodas.   «Tenho pouca força, posso mover tudo, porém pouco», diz ele. A sua deficiência foi uma das razões pelas quais a sua família emigrou para Espanha, buscando mais oportunidades.
Echenique licenciou-se em Ciências Físicas em 2002 e obteve o doutoramento na Universidad de Zaragoza quatro anos depois, com qualificação de "sobresaliente cum laude". Realizou pesquisas com uma subvenção pós-doutoral no Instituto de Biocomputación y Física de Sistemas Complejos da Universidad de Zaragoza. Em 2008, obteve o prémio Romper Barreras, pela adaptação do seu gabinete na universidade. Desde 2009, é cientista titular da CSIC  no Instituto de Química Física Rocasolano. Também é colaborador extraordinário no departamento de Física Teórica da Universidade de Zaragoça.
Juntamente com Raúl Gay, escreve no eldiario.es o blogue De retrones y hombres, no qual tentam romper estereótipos sobre o mundo da incapacidade (o termo «retrón» é um neologismo cunhado por Echenique e Gay para referir-se aos incapacitados, ainda que Echenique utilize também frequentemente o apelativo «cascao». Uma das suas contribuições no blog, "Discapacitado e más feliz que tú... sí, que tú," recebeu em 2014 o prémio Tiflos de Periodismo,  na categoria de Periodismo Digital, outorgado pela Organización Nacional de Ciegos Españoles (ONCE). O júri destacou que «o protagonista converte-se na voz da rede, com uma opinião original que o situa numa perspectiva nova, que agita o debate, gera discussão, estimula a reflexão, com uma linguagem direta e veemente».
Em 9 de Agosto de 2012 ,casou-se com a venezuelana María Alejandra (Mariale) Nelo Bazán. Os dois se conheceram na universidade, quando ela fazia seu doutoramento.
Após a criação de Podemos, em janeiro de 2014, Pablo Echenique envolveu-se com o novo partido, participando na criação do Círculo Discapacidad e apresentando-se como candidato nas primárias para eleger a lista para as eleições europeias de 2014. Echenique foi o quarto candidato mais votado, ficando finalmente em quinta posição por se ter acordado que homens e mulheres se alternariam na candidatura. Os resultados das eleições deram ao Podemos cinco lugares, e assim  Echenique foi eleito eurodeputado. Declarou que as suas prioridades seriam a incapacidade e a ciência. No Parlamento Europeu, integrou o grupo parlamentar socialista e comunista Esquerda Unitária Europeia/Esquerda Nórdica Verde.
Em fevereiro de 2015, foi eleito primeiro Secretário Geral de Podemos em Aragón, mediante um processo de primárias abertas, com cerca de 75% dos votos.
Renunciou ao mandato de eurodeputado em março de 2015, para se dedicar às eleições regionais em  Aragão, marcadas para 24 de maio de 2015. No pleito,  Podemos conseguiu eleger 14  dos 67 deputados que compõem as Cortes de Aragão. O PSOE obteve 18 cadeiras, e o partido mais votado, o PP, conquistou 21 assentos.